# Warszawasvenskarna
Warszawasvenskarna var en grupp svenskar som arbetade för svenska företag i Polen vid andra världskrigets utbrott 1939 och som engagerade sig i den polska motståndsrörelsen som kurirer. Minst nio personer deltog av allt att döma som kurirer. Åtta är kända, av dessa greps sju av Gestapo, medan en, Sven Norrman råkade befinna sig i Stockholm. Av de sju arresterade, dömdes fem som skyldiga, varav fyra till dödsstraff. Warszawasvenskarna ansågs av Heinrich Himmler ha drivit den viktigaste kurirvägen mellan motståndsrörelsen och den polska exilregeringen i London, innan de greps av Gestapo under sommaren 1942. De första uppgifterna om utrotningsläger med gaskammare i Polen nådde de svenska och brittiska regeringarna denna väg under våren 1942.
Bland Warszawasvenskarna fanns bland andra ASEA-chefen i Polen Sven Norrman och chefen för Svenska Tändsticksaktiebolaget i Polen Carl Herslow.  
Efter vädjanden från bland andra Gustaf V och den finske presidenten Risto Ryti, kontakter via Heinrich Himmlers massör Felix Kersten samt som bytesvara i handelsförhandlingar om svenska kullagerleveranser verkställdes aldrig de dödsdomar som fyra av dem fick.

## Deltagare i kurirtrafiken
- Sven Norrman, ej arresterad på grund av vistelse i Stockholm
- Nils Berglind, direktör på L.M. Ericsson, dödsdömd
- Carl Herslow, chef för STAB:s dotterbolag, dödsdömd
- Einar Gerge, ingenjör på STAB:s dotterbolag, dömd till livstids fängelse
- Reinhold Grönberg, ingenjör STAB:s dotterbolag, frikänd men internerad
- Stig Lagerberg, ekonomichef på STAB:s dotterbolag, frikänd men internerad
- Tore Widén, direktör på STAB:s dotterbolag, dödsdömd
- Sigge Häggberg, direktör på L.M. Ericsson, dödsdömd
- Gösta Gustafsson, kamrer på Asea, ej arresterad på grund av vistelse i Sverige